# Bloke (comune)
Bloke (ufficialmente in sloveno Občina Bloke) è un comune (občina) della Slovenia. Ha una popolazione di 1 532 abitanti ed un'area di 75,1 km². Appartiene alla regione statistica della Carniola Interna-Carso. La sede del comune si trova nell'insediamento città di Nova Vas.

## Insediamenti
Il comune di Bloke è formato da 45 insediamenti (naselija):
- Andrejče
- Benete
- Velike Bloke
- Bloke
- Bočkovo
- Hiteno
- Kramplje
- Hribarjevo
- Hudi Vrh
- Fara
- Jeršanovo
- Glina
- Godičevo
- Gradiško
- Lahovo
- Lepi Vrh
- Lovranovo
- Malni
- Metulje
- Mramorovo pri Lužarjih
- Mramorovo pri Pajkovem
- Nova Vas, sede comunale
- Ograda
- Polšeče
- Radlek
- Ravne na Blokah
- Ravnik
- Rožanče
- Runarsko
- Sveta Trojica
- Sveti Duh
- Škrabče
- Škufče
- Sleme
- Strmca
- Štorovo
- Studenec na Blokah
- Studeno na Blokah
- Topol
- Ulaka
- Veliki Vrh
- Nemška Vas na Blokah
- Volčje
- Zakraj
- Zales
- Zavrh

## Amministrazione
| Periodo | Periodo   | Primo cittadino | Partito | Carica  | Note |
| ------- | --------- | --------------- | ------- | ------- | ---- |
| 1998    | 2002      | Jože Doles      |         | sindaco |      |
| 2002    | 2006      | Jože Doles      |         | sindaco |      |
| 2006    | 2010      | Jože Doles      |         | sindaco |      |
| 2010    | 2014      | Jože Doles      |         | sindaco |      |
| 2018    | in carica | Jože Doles      |         | sindaco |      |